# Gemeenlandshuis (Delfland)
Het Gemeenlandshuis in Delft, in de Nederlandse provincie Zuid-Holland, is het hoofdkantoor van het Hoogheemraadschap van Delfland. Het laat-gotische huis aan de Oude Delft 167 werd gebouwd in 1505. De eerste eigenaar was Jan de Heuyter, die schout van Delft was en baljuw van Delfland. Hij was ook pachter van accijns op hop. Het huis werd daarom ook wel "Huis met de bellen" genoemd naar de interieurversiering met hopbellen. Vanwege de collaboratie van de familie De Huyter met de Spanjaarden, werden ze in 1572 uit hun huis gezet en werd het huis in beslag genomen. Vervolgens bood het huis tijdelijk onderdak aan het Hof van Holland voordat het werd omgevormd tot s Heeren Herberghe, een logement voor belangrijke gasten van de stad en de Staten van Holland. Later was het gebouw de woning van Philips, graaf van Hohenlohe die getrouwd was met Maria van Nassau, een dochter van Willem van Oranje. Sinds 1645 is het Hoogheemraadschap van Delfland er gevestigd.
In het gebouw bevindt zich een uitgebreide collectie oude kaarten van Delfland. De zandstenen voorgevel is uitgebreid versierd met wapens. De voorgevel overleefde de stadsbrand van 1536. De hoofdingang van het Hoogheemraadschap bevindt zich tegenwoordig aan de Phoenixstraat. Aan deze zijde zijn later nieuwe gebouwen aangebouwd.

## Fotogalerij

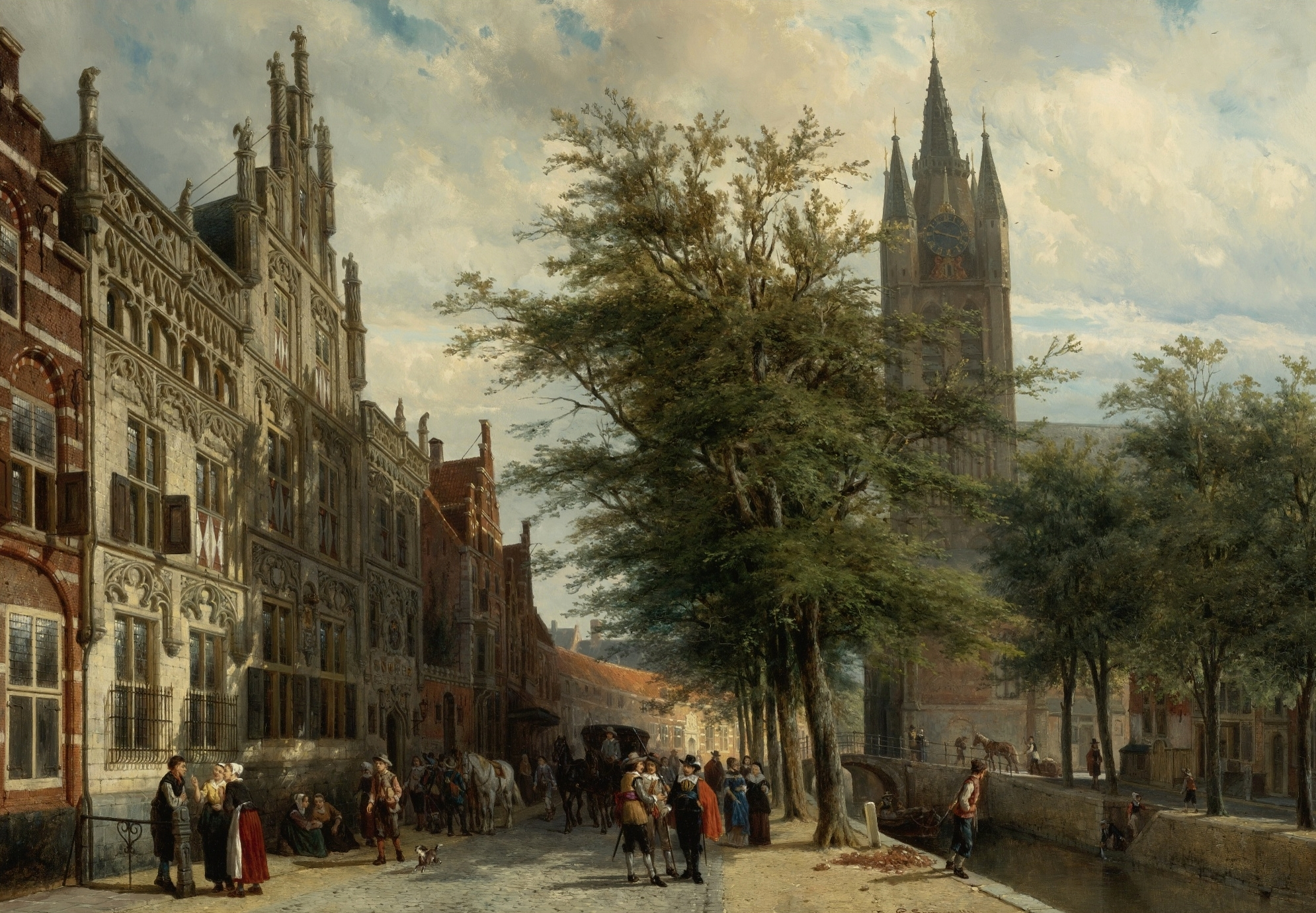
1877 (Cornelis Springer)
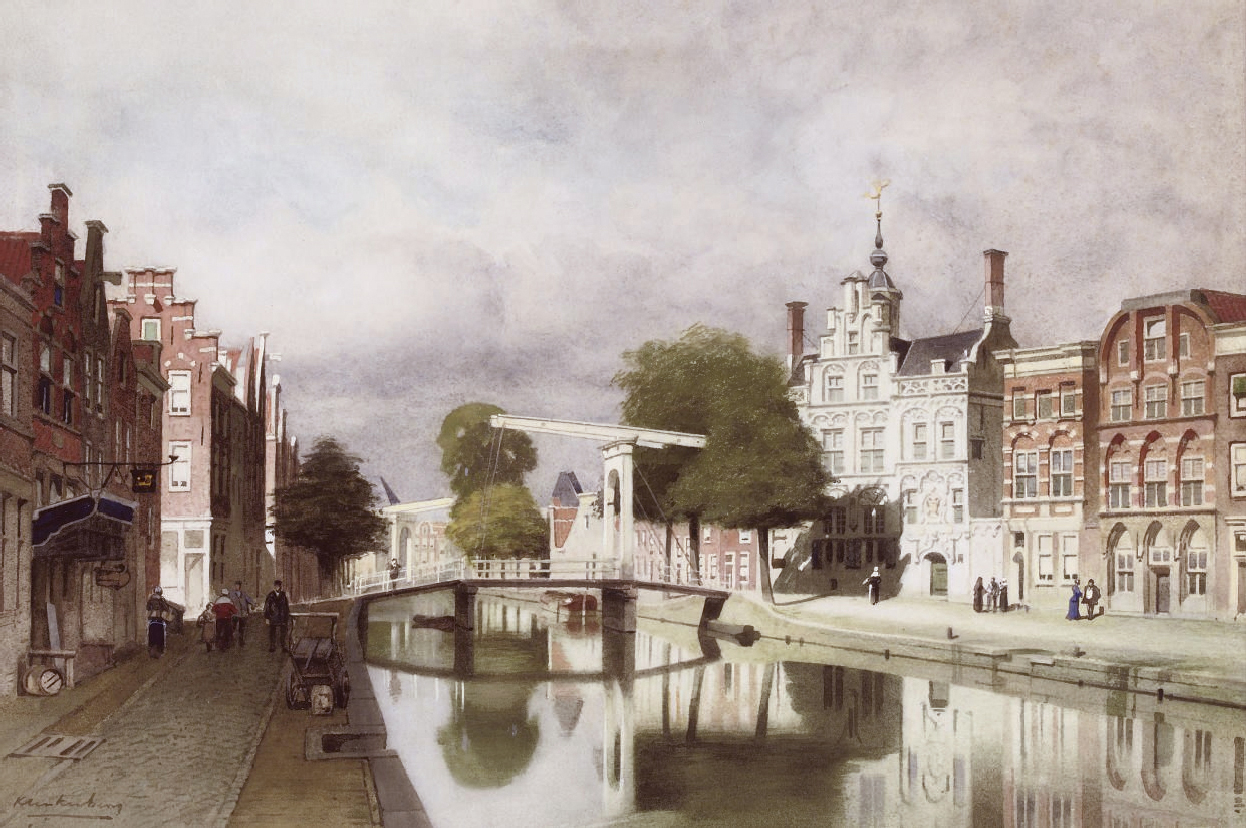
19e eeuw (Karel Klinkenberg)
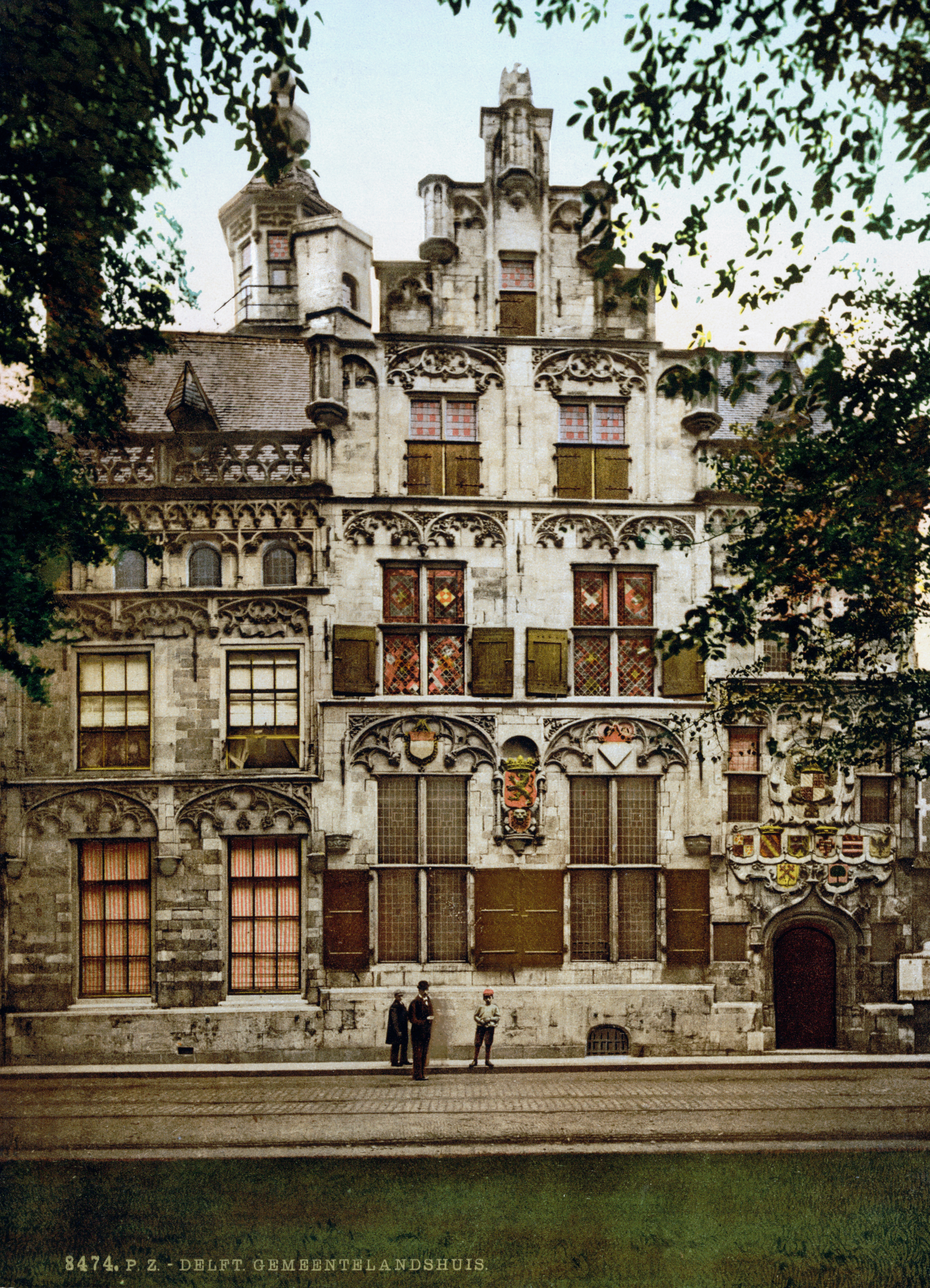
1900 - photochrom afbeelding
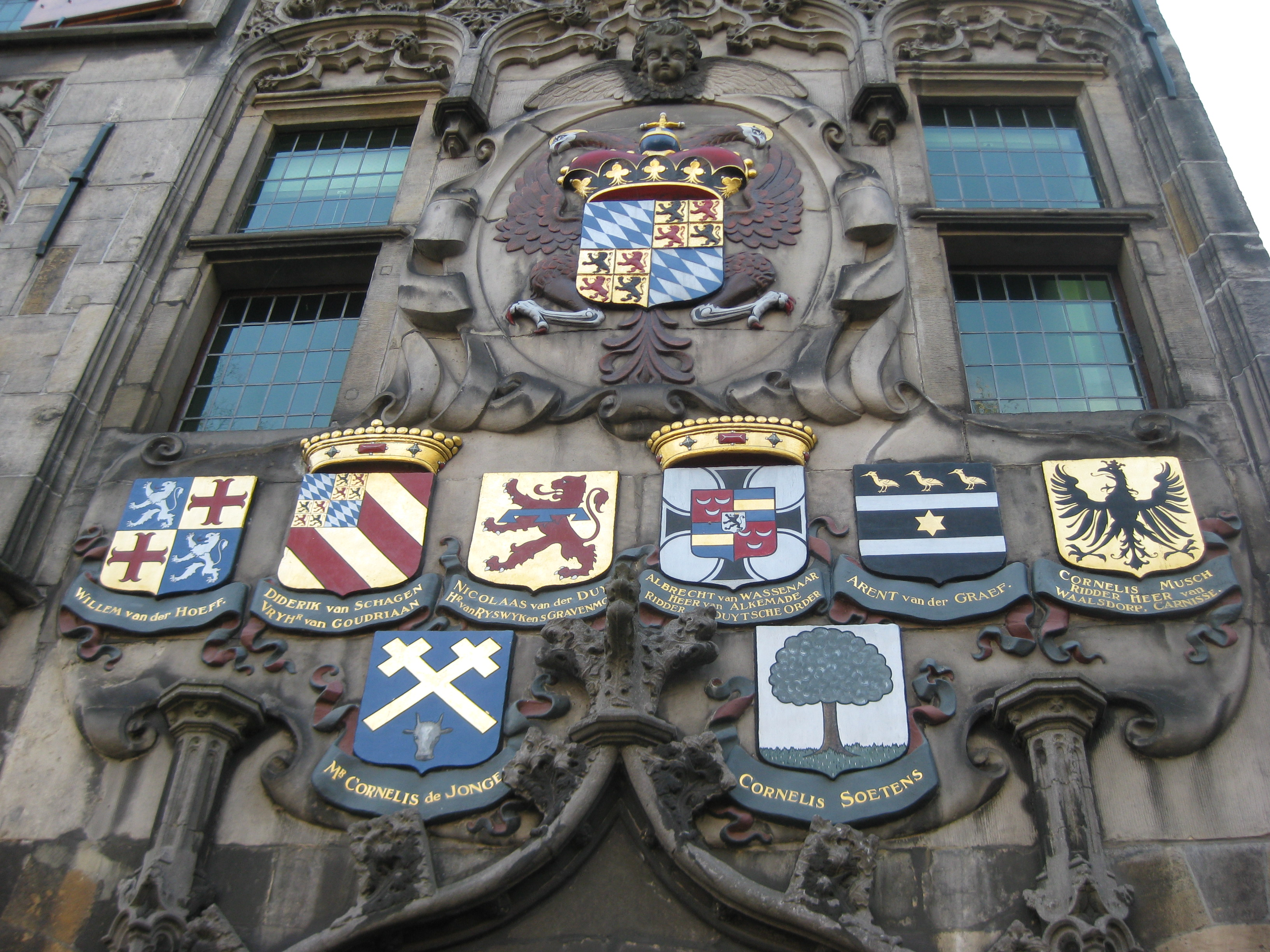
Detail van de voorgevel
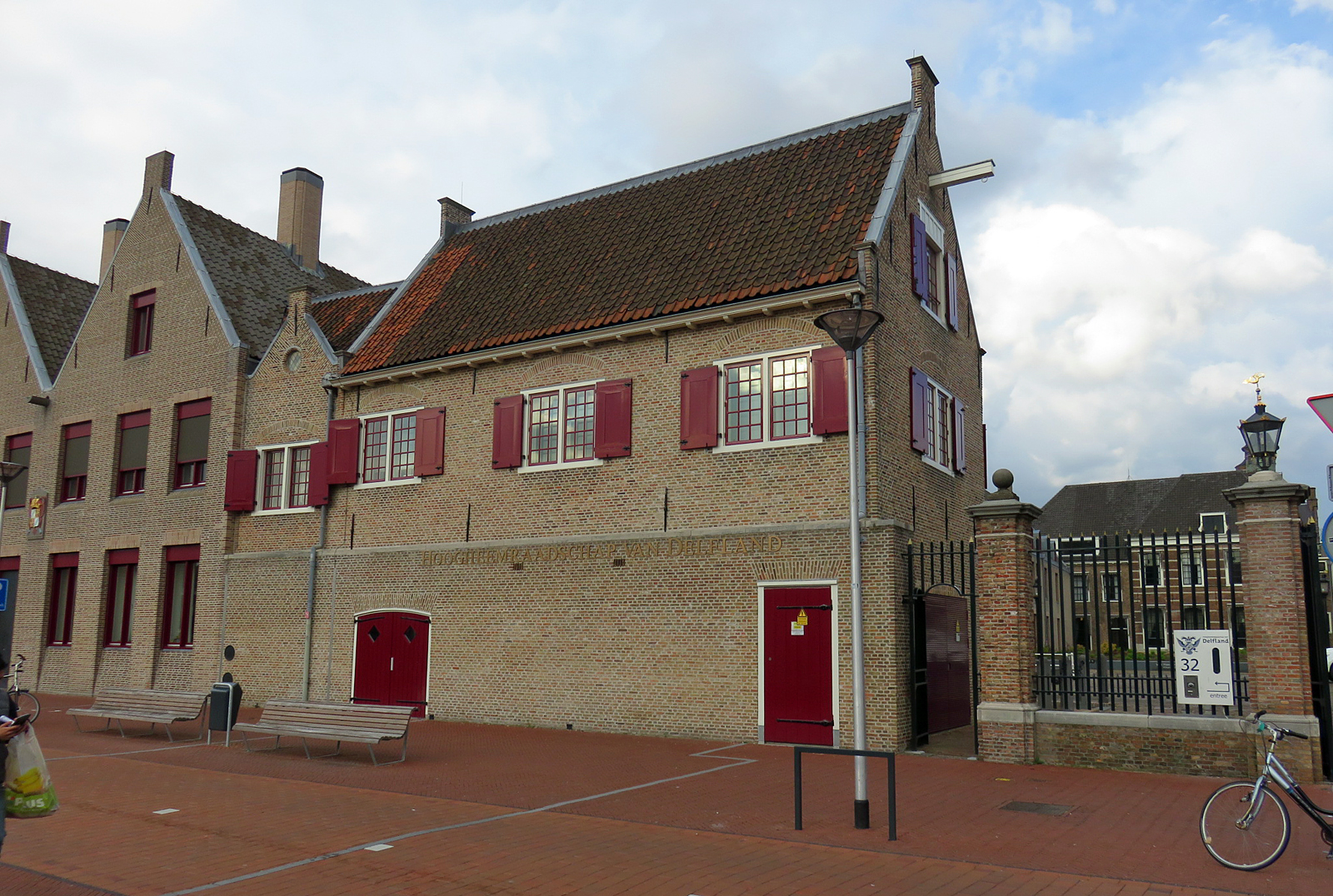
De nieuwe vleugel aan de Phoenixstraat